# 974 Stadion
A 974 Stadion (arabul: استاد ٩٧٤; korábban: Ras Abu Aboud Stadion) egy  stadion, amelyet Dohában, Katarban építenek a 2022-es labdarúgó-világbajnokságra. A stadionban a negyeddöntőkig tartottak mérkőzéseket. Modulos felépítésű, 974 darab újrahasznosított hajókonténert tartalmaz, a szám Katar nemzetközi előhívószáma (+974) is.

## Dizájn
A stadionnak 40 000 fős befogadóképessége van. A stadion a Perzsa-öböl partján található. Újrafelhasznált szállító konténerekből építik és a világbajnokság után le fogják bontani.

## 2022-es labdarúgó-világbajnokság
A 974 Stadion hét mérkőzésnek ad otthont a 2022-es labdarúgó-világbajnokság során.
| Dátum              | Idő   | csapat 1      | Végeredmény | csapat 2      | Forduló       | Nézőszám |
| ------------------ | ----- | ------------- | ----------- | ------------- | ------------- | -------- |
| 2022. november 22. | 19:00 | Mexikó        | 0–0         | Lengyelország | C csoport     | 39 369   |
| 2022. november 24. | 19:00 | Portugália    | 3–2         | Ghána         | H csoport     | 42 661   |
| 2022. november 26. | 19:00 | Franciaország | 2–1         | Dánia         | D csoport     | 42 869   |
| 2022. november 28. | 19:00 | Brazília      | 1–0         | Svájc         | G csoport     | 43 649   |
| 2022. november 30. | 22:00 | Lengyelország | 0–2         | Argentína     | C csoport     | 44 089   |
| 2022. december 2.  | 22:00 | Szerbia       | 2–3         | Svájc         | G csoport     |          |
| 2022. december 5.  | 22:00 | Brazília      | 4–1         | Dél-Korea     | Nyolcaddöntők |          |